# Terminalia neotaliala
Terminalia neotaliala är en tvåhjärtbladig växtart som beskrevs av René Paul Raymond Capuron. Terminalia neotaliala ingår i släktet Terminalia och familjen Combretaceae. Inga underarter finns listade i Catalogue of Life.

## Bildgalleri

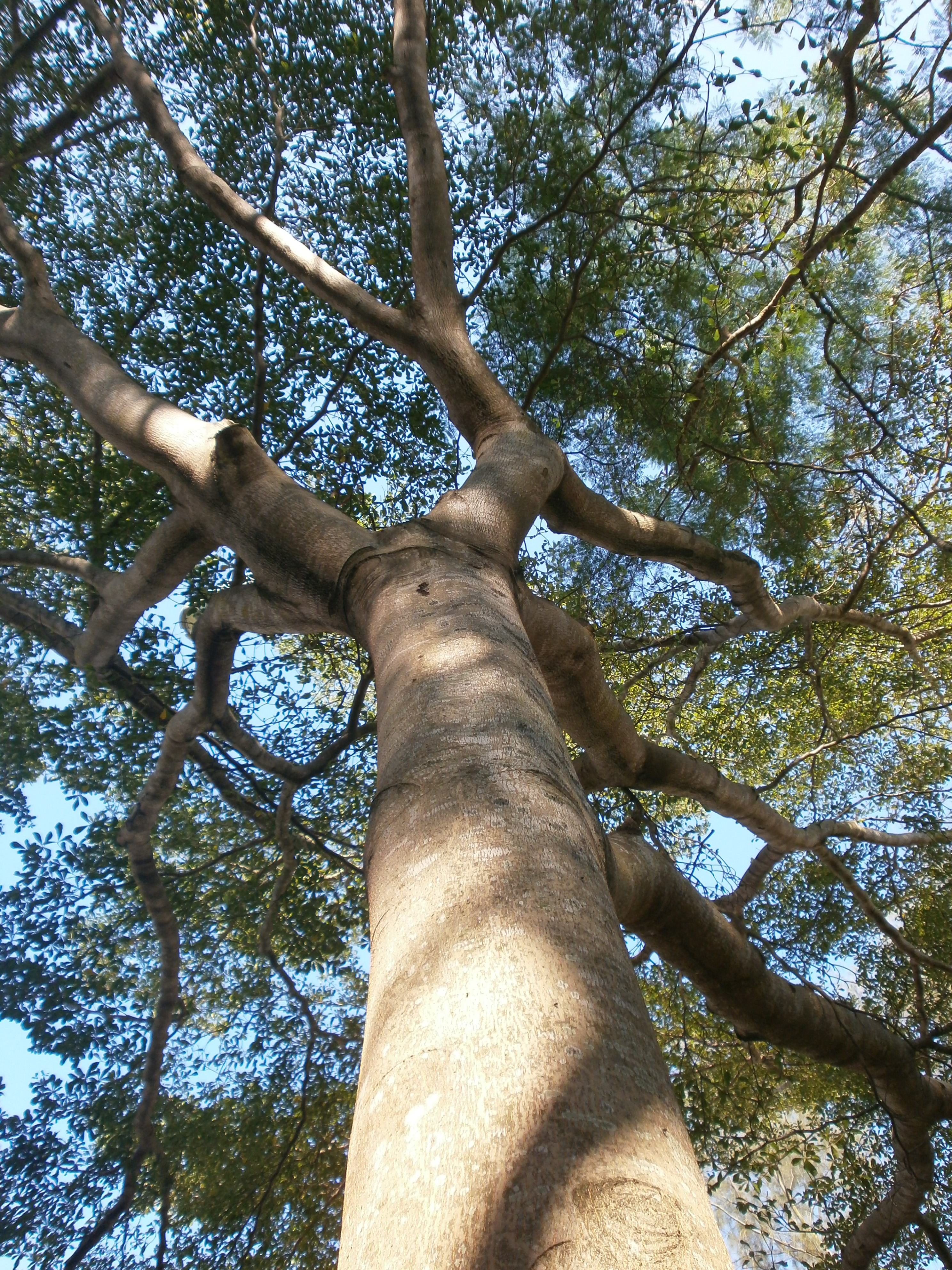